# Kaihlanen (sjö i Hyrynsalmi, Kajanaland)
Kaihlanen är en sjö i kommunen Hyrynsalmi i landskapet Kajanaland i Finland. Arean är 36 hektar och strandlinjen är 3,69 kilometer lång. Sjön  ingår i Uleälvens huvudavrinningsområde.   Den ligger omkring 79 kilometer nordöst om Kajana och omkring 540 kilometer norr om Helsingfors. 